# Swiss International 2012
Die Swiss International 2012 im Badminton fanden vom 18. Oktober bis zum 21. Oktober 2012 in Yverdon-les-Bains, Schweiz, statt. Das Preisgeld betrug 15.000 US-Dollar. Das Turnier hatte damit ein BWF-Level von 4A.

## Sieger und Platzierte
| Disziplin    | Gold                            | Silber                         | Bronze                             |
| ------------ | ------------------------------- | ------------------------------ | ---------------------------------- |
| Herreneinzel | Dieter Domke                    | Toby Penty                     | Andrew Smith                       |
| Herreneinzel | Dieter Domke                    | Toby Penty                     | Yohannes Hogianto                  |
| Dameneinzel  | Kirsty Gilmour                  | Millicent Wiranto              | Delphine Lansac                    |
| Dameneinzel  | Kirsty Gilmour                  | Millicent Wiranto              | Karin Schnaase                     |
| Herrendoppel | Adam Cwalina Przemysław Wacha   | Chris Coles Matthew Nottingham | Christian Bösiger Stilian Makarski |
| Herrendoppel | Adam Cwalina Przemysław Wacha   | Chris Coles Matthew Nottingham | Vountus Indra Mawan Tan Bin Shen   |
| Damendoppel  | Heather Olver Kate Robertshaw   | Isabel Herttrich Carla Nelte   | Steffi Annys Séverine Corvilain    |
| Damendoppel  | Heather Olver Kate Robertshaw   | Isabel Herttrich Carla Nelte   | Sarah Thomas Carissa Turner        |
| Mixed        | Peter Käsbauer Isabel Herttrich | Ben Stawski Alyssa Lim         | Hannes Käsbauer Kira Kattenbeck    |
| Mixed        | Peter Käsbauer Isabel Herttrich | Ben Stawski Alyssa Lim         | Max Schwenger Carla Nelte          |